# كارل روبرت (عالم آثار كلاسيكية)
كارل روبرت (بالألمانية: Carl Robert)‏ (و. 1850 – 1922 م) هو عالم آثار كلاسيكية، وعالم لغوي كلاسيكي، وأستاذ جامعي، وباحث في تاريخ العصور الكلاسيكية، ومؤرخ من بروسيا، ولاندغريفية هسن كاسل، ومملكة بروسيا، وجمهورية فايمار، ولد في ماربورغ، كان عضوًا في أكاديمية لينسيان، وأكاديمية النقوش والرسائل الجميلة، والأكاديمية البافارية للعلوم والعلوم الإنسانية، وأكاديمية العلوم في غوتينغن، والمعهد الألماني للآثار، والأكاديمية البروسية للعلوم، توفي في هاله، عن عمر يناهز 72 عاماً.

## مناصب
تولى منصب جهيمرات ‏
.

## التعليم
تعلم في جامعة بون، وتعلم في جامعة هومبولت في برلين
.

## جوائز
حصل على جوائز منها:
- وسام النسر الأحمر الدرجة الثالثة  [لغات أخرى]‏
- نيشان النجم القطبي - فارس من الرتبة الثانية  [لغات أخرى]‏
- نيشان التاج البروسي
- الدكتوراه الفخرية من جامعة أثينا